# Fukushima Tetsuji
Fukushima Tetsuji (jap. 福島 鉄次; * 19. Februar 1914 in der Präfektur Fukushima, Japan; † 1992) war ein japanischer Manga-Zeichner.
Von Januar 1949 bis Februar 1956 erschien seine Science-Fiction-Comicserie Sabaku no Maō (砂漠の魔王, dt. „Der Teufel der Wüste“) im Shōnen Shōjo Bōkenō (少年少女冒険王), einem Manga-Magazin für Jungen und Mädchen, das als Schwestermagazin zum Bōkenō-Magazin beim Verlag Akita Shoten veröffentlicht wurde. Zu diesem Manga inspirierte ihn das orientalische Märchen um Aladin und die Wunderlampe. Sabaku no Maō wurde nach der Magazinveröffentlichung auch in neun Sammelbänden herausgegeben. Der Zeichenstil des Mangas zeigt den Einfluss nordamerikanischer Comics.
Hayao Miyazaki nannte eine Episode in Sabaku no Maō eine große Inspiration für seinen Film Das Schloss im Himmel: „Als Schüler habe ich ihn [Sabaku no Maō] immer wieder mit klopfendem Herzen gelesen. Es gab da eine Episode um einen Edelstein, der einem die Macht zu fliegen verlieh. Ich war davon so berührt, dass ich einen Film über einen magischen Stein machen wollte.“
Zu Fukushimas weiteren Werken zählen Inazuma Dōji (いなずま童子; 1954), Kaijin Z (怪人Z) und Shippū Kenshi (疾風剣士; 1956–1957).